# Universidad de La Laguna
La Universidad de La Laguna (ULL) es una universidad pública situada en la ciudad de San Cristóbal de La Laguna, en Tenerife (España). Es el centro de educación superior más antiguo de Canarias, con más de doscientos veinte años de historia. Actualmente, está compuesta por más de 25.000 personas, entre alumnado, profesorado y personal de administración y servicios.   
La Universidad de La Laguna dispone de un amplio catálogo de titulaciones para el curso 2024/25, dividido en 46 grados, 36 másteres, 21 doctorados y 17 títulos propios. Dichos títulos propios se dividen en cuatro categorías: Máster en Formación Permanente, Diploma de Especialización, Diploma de Experto y Certificados de Formación Específica. 
La ULL se halla en un proceso de renovación interna en el cual se potenciarán las nuevas tecnologías de la información y la educación telemática, centralizada en su Unidad de Docencia Virtual.
La posición tricontinental estratégica de Canarias emplaza a sus universidades a adoptar una posición de referencia y liderazgo en la región atlántica que ocupan.

## Historia
La historia de las instituciones universitarias en la ciudad de San Cristóbal de La Laguna se remonta a 1701,  con la creación de la Universidad de San Agustín, un centro superior de estudios religiosos. El 11 de marzo de 1792 un Real Decreto de Carlos IV aprueba la fundación en la ciudad de La Laguna de una institución de formación superior, la Universidad Literaria de San Fernando. Desde esa fecha, ha pasado por varios nombres y etapas, hasta obtener su actual denominación en 1913. El 21 de septiembre de 1927 se crea por Real Decreto la Universidad de La Laguna como duodécimo distrito universitario del país.

### Antecedentes

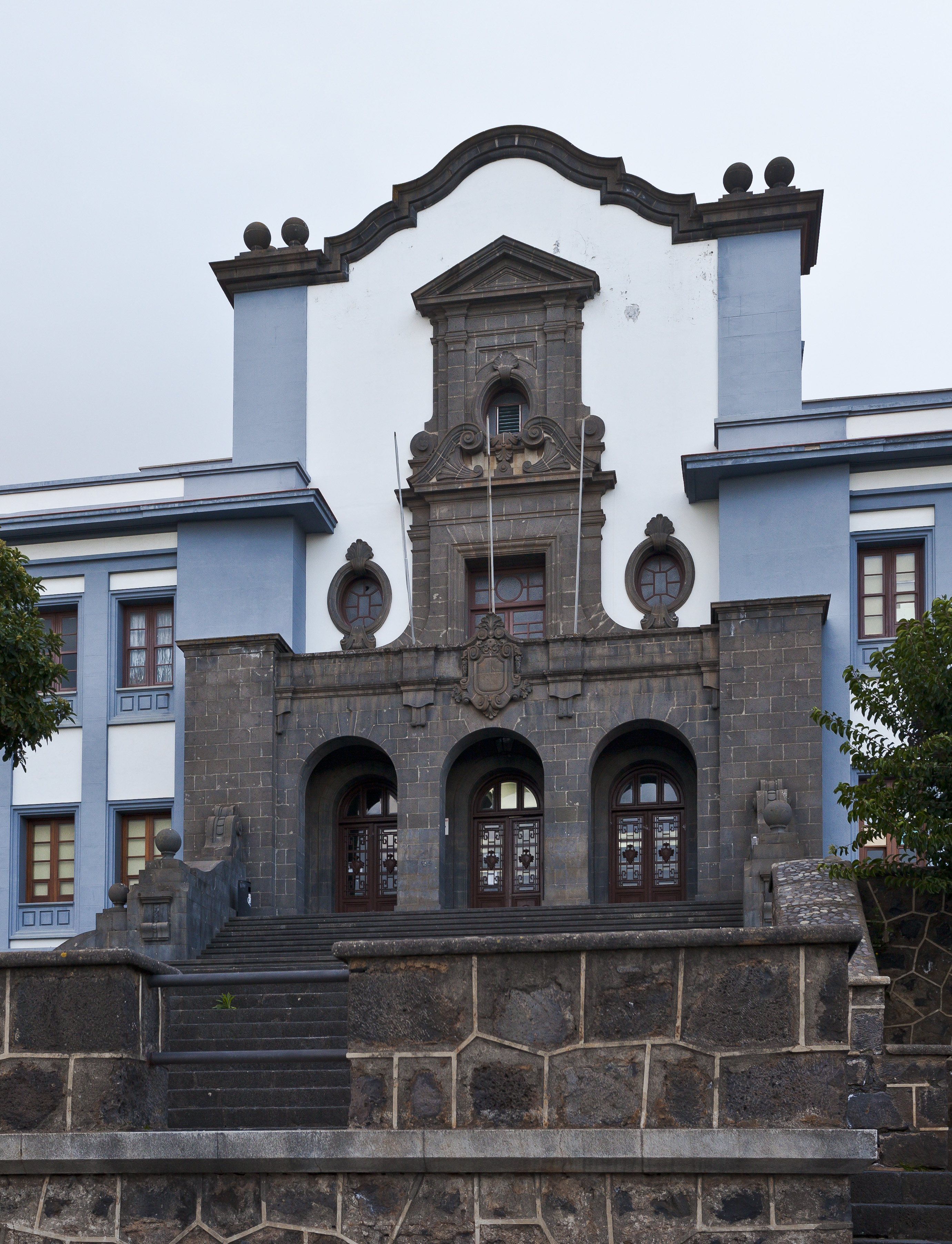
Edificio de servicios al alumnado, Universidad de La Laguna.

#### Universidad de San Agustín
Los orígenes de la actividad universitaria en Canarias se remontan a junio del año 1701, cuando los religiosos agustinos obtuvieron bula del papa Clemente XI por la que los estudiantes del convento agustino del Espíritu Santo de La Laguna podían obtener los grados en Artes, Filosofía y Teología Escolástica y Moral, y ser promovidos al doctorado y magisterio sin necesidad de acudir para ello a otras universidades. Para que las decisiones del papa tuvieran vigencia en la España de aquellas fechas, era necesaria la autorización de la Corona, mediante lo que se denominaba pase regio. La oposición de las demás órdenes religiosas, principalmente de los dominicos, tanto de La Laguna como de Las Palmas, lograron frenar el pase de la bula hasta 1742, fecha en la que obtuvo la aprobación de Felipe V. Poco tiempo después, en marzo de 1744, el papa Benedicto XIV refrendaba la bula de su antecesor, ampliándola a las facultades de Derecho (canónico y civil), y Medicina. Por esta nueva bula se creaba una universidad completa, semejante a la que pocos años antes había autorizado el papa Inocencio XIII en el convento dominico de San Juan de Letrán de La Habana, como expresamente señalaba la misma bula de Benedicto XIV. De esa forma los estudiantes del convento de San Agustín de La Laguna, con independencia de su pertenencia o no a la orden agustina, y previo examen realizado en el convento ante cuatro doctores o licenciados de la facultad correspondiente, podían recibir los grados de bachiller, licenciado, doctor y maestro con los mismos derechos, libertades, exenciones y privilegios que los de otra cualquier universidad. Esta última bula obtuvo el pase en junio de ese 1744.
Aunque en la página institucional de la Universidad de La Laguna se dice que la Universidad de San Agustín nunca llegó a ponerse en marcha, sus puertas permanecieron abiertas desde noviembre de 1744 hasta diciembre de 1747, fecha en la que fue suprimida por orden de Fernando VI (Viera y Clavijo 1783, Lib. XVIII, § XXXIX, entre otros) 
La Universidad de San Agustín fue a su vez, el primer centro en Canarias en donde se impartieron Filosofía, Teología, Leyes y Medicina.

#### Universidad Literaria de San Fernando

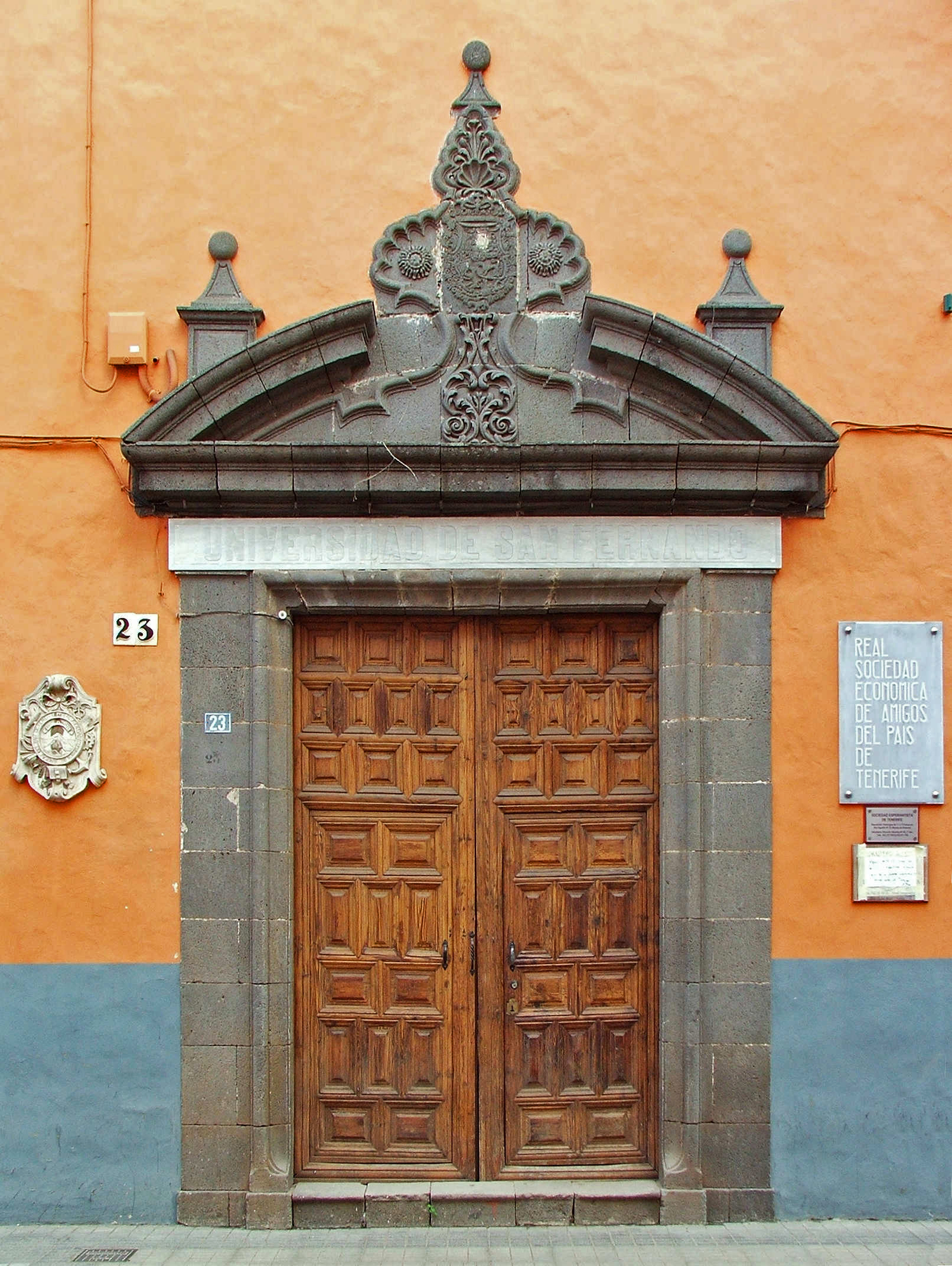
Portal de la Casa de los Jesuitas, primera sede de la Universidad de San Fernando. Hoy es la sede de la Real Sociedad Económica de Amigos del País de Tenerife.

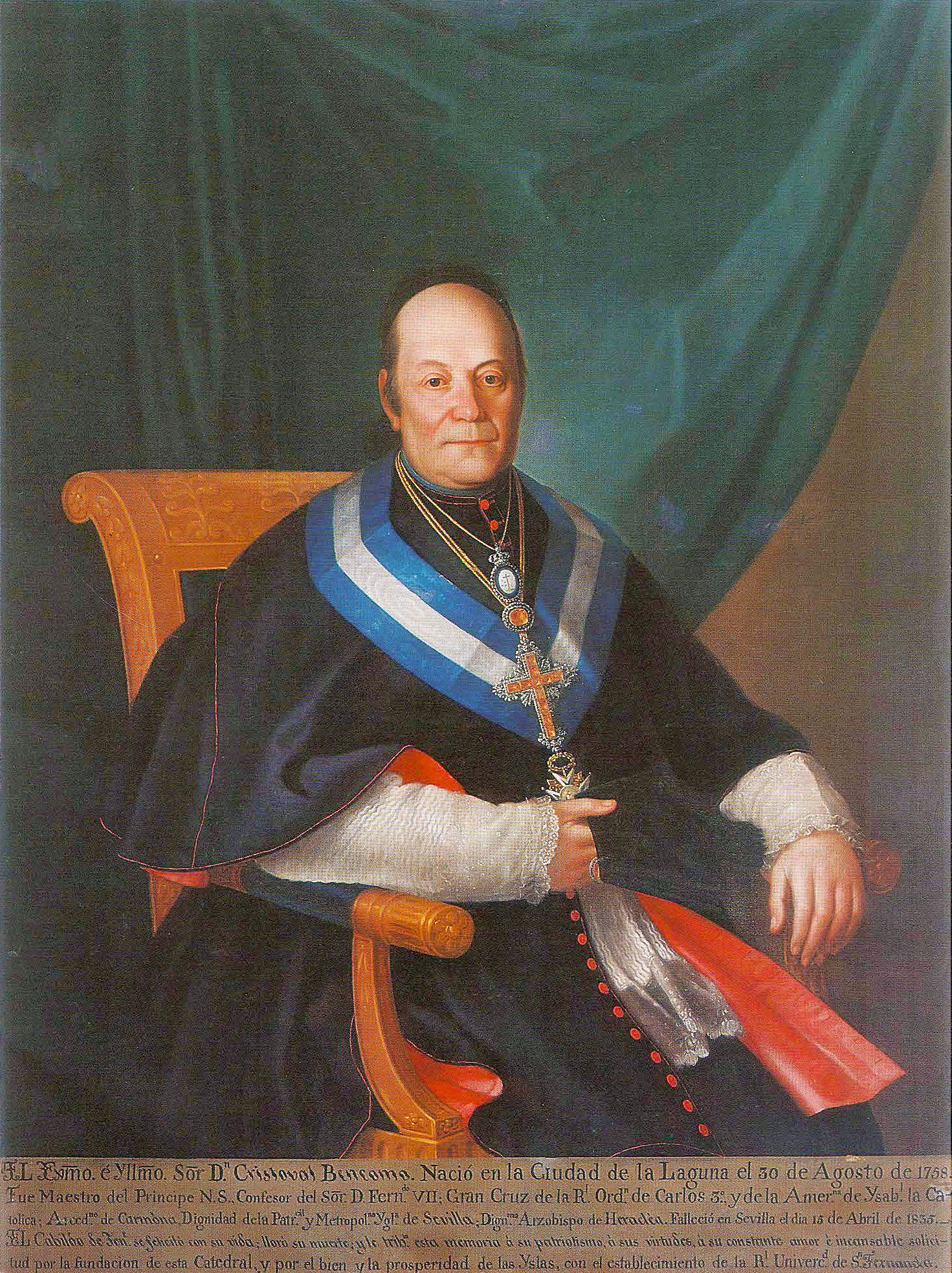
Don Cristóbal Bencomo y Rodríguez. Confesor del Rey Fernando VII de España y Arzobispo titular de Heraclea. Fue el gran impulsor de la creación de la Universidad Literaria de San Fernando y de la Diócesis de San Cristóbal de La Laguna.

En 11 de marzo de 1792 un real decreto de Carlos IV ordenó la creación en La Laguna, la entonces capital de la isla de Tenerife y de Canarias, de una universidad literaria, destinando para ello diversas cantidades anuales, procedentes de la mitra episcopal, de los propios de Tenerife, de La Palma y de Gran Canaria, así como el producto de todos los bienes y rentas del antiguo colegio de jesuitas de Las Palmas.
Sin embargo, la poca diligencia del obispo Tavira para establecer el plan de estudios (Rumeu de Armas, 1992) y las disputas entre las diferentes autoridades de La Laguna y de Las Palmas impidieron su efectivo establecimiento. Fernando VII trató de zanjar las rivalidades interinsulares, y recordando sintéticamente los avatares desde la inicial bula de Clemente XI en 1701 y de la fundación de su padre en 1792, dictó en 1816 un nuevo real decreto por el que resolvió «establecer en la Ciudad de San Cristóbal de La Laguna una Universidad con los mismos privilegios, exenciones y prerrogativas que gozan las demás de estos Reinos, y que dicha Universidad se denomine y llame Universidad de San Fernando». En este hecho, tuvo un papel destacado el presbítero lagunero Cristóbal Bencomo y Rodríguez, quien fue de hecho confesor del Rey Fernando VII y Arzobispo titular de Heraclea. Bencomo también contribuyó a obtener el apoyo del Rey para la sucesiva creación de la Diócesis de San Cristóbal de La Laguna por parte del Papa Pío VII, diócesis que hoy engloba a las islas occidentales de Canarias.
En el real decreto se insistía en dotar a la universidad con las mismas rentas señaladas en 1792 y destinando para sus dependencias la que había sido casa colegio de la Compañía de Jesús de La Laguna, que cuando la institución académica abrió sus puertas el 12 de enero de 1817 dejó de albergar la escuela de primeras letras para convertirse en la sede de la Universidad Literaria de San Fernando. Actualmente este edificio está ocupado por la Real Sociedad Económica de Amigos del País de Tenerife.
Actualmente, por iniciativa de la Asociación de Antiguos Alumnos y Amigos de la Universidad de La Laguna y del ayuntamiento de La Laguna, se celebra todos los 11 de marzo un acto conmemorativo de la fundación de la universidad, a la que también asiste el rector.
El 14 de octubre de 1824, la real orden estableciendo el Plan literario de estudios y arreglo general de las Universidad del Reino (conocido como Plan Calomarde) establecía en su artículo 2º cuáles eran las universidades que iban a permanecer con la inaugurada restauración absolutista: Subsistirán en la Península las Universidades siguientes: Salamanca, Valladolid, Alcalá, Valencia, Cervera, Santiago, Zaragoza, Huesca, Sevilla, Granada y Oviedo. En las islas adyacentes queda la de Mallorca, y se establecerá otra en Canarias. Esto indicaba que el ministro de Gracia y Justicia, de quien entonces dependía la instrucción pública, desconocía que en San Cristóbal de La Laguna existía una universidad, como puntualizó algún tiempo después Antonio Gil de Zárate, director general de Instrucción Pública que en 1845 convirtió a la universidad en instituto: "Olvidó el autor del plan que ya existían en aquella época estas dos universidades; la de Mallorca bastante antigua, y la de Canarias de creación reciente, como se verá luego en la reseña histórica" (Gil de Zárate, 1855, II, 167).
El centro fue suprimido y cerrado en 1829, restableciéndose nuevamente en 1834, hasta que en 1845 se suprimió definitivamente con la publicación del Plan General de Estudios, conocido como Plan Pidal que en su artículo 67 reducía a 10 las universidades españolas al tiempo que disponía que "las de Canarias, Huesca y Toledo se convertirán en institutos de segunda enseñanza". De ese modo el Instituto de Canarias heredó las rentas y las instalaciones para pasar a depender de la Universidad de Sevilla.

### Universidad de La Laguna, creación del distrito universitario y construcción del Edificio Central
La Universidad de La Laguna abrió de nuevo sus puertas, como universidad independiente de la de Sevilla, en 1927, de acuerdo con el decreto antes mencionado, aunque desde 1913 existía en el Instituto de Canarias una sección de estudios universitarios en la que se impartía el primer curso de Filosofía y Letras y los Cursos preparatorios para el ingreso en las facultades de Medicina, Farmacia y Derecho, enseñanzas que luego se continuaban en la Universidad de Sevilla, de quien dependían el Instituto y la sección.

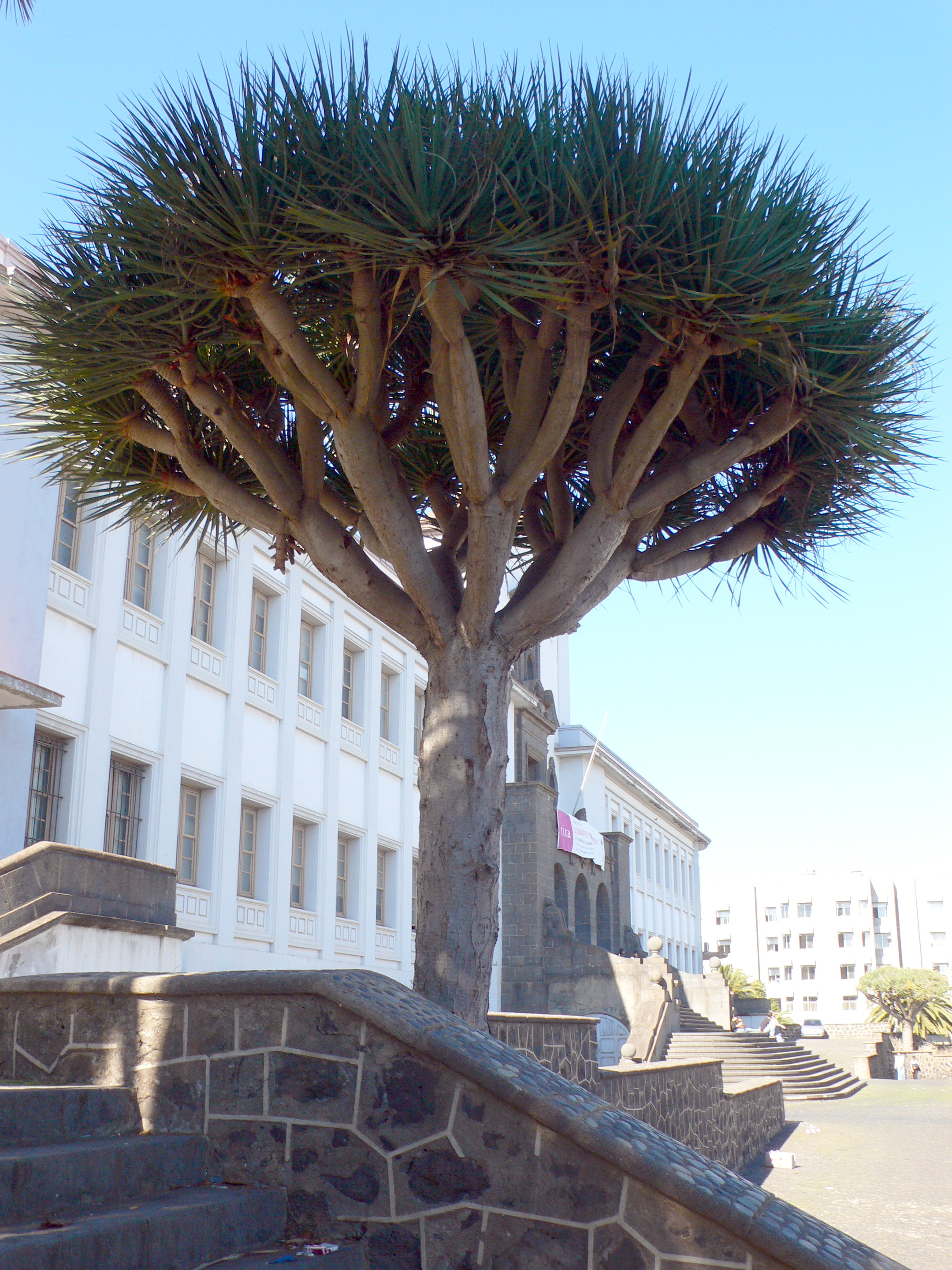
Drago situado en un lateral del Edificio Central. Fue plantado poco después de la inauguración del edificio en 1953.

El Real Decreto de 21 de septiembre de 1927, creaba las facultades de Químicas y Derecho, al tiempo que una escuela de maestros en La Laguna y otra en Las Palmas, que ya habían existido con anterioridad desde mediados del siglo XIX pero habían quedado subsumidas en el Instituto desde 1902. También se creaba, anejo a la universidad, un colegio politécnico para estudios de capataces de minas, peritos agrónomos y de montes y clases preparatorias para el ingreso en los cuerpos de correos, telégrafos y aparejadores.
Después del golpe de Estado franquista el ministro del ramo, Ibáñez Martín, tenía previsto promulgar nueva normativa, por la que sólo pudieran establecerse universidades que contasen con un mínimo de tres facultades. Enterado de esa circunstancia el entonces rector, José Escobedo y González-Alberú, agilizó los trámites para establecer los estudios completos de Filosofía y Letras e instaurar los de Lenguas clásicas. Es por eso que la Ley de Ordenación Universitaria de 1943 confirmó la pervivencia de la Universidad de La Laguna, constituyendo uno de los doce distritos universitarios en los que quedaba dividido el territorio nacional. De acuerdo con la ley universitaria de 1943 el distrito de la Universidad de La Laguna abarcaba "las provincias de Las Palmas y Santa Cruz de Tenerife y colonias de África".
La ampliación de los estudios y las facultades llevó a la necesidad de construir un nuevo edificio. Con la colaboración del Cabildo y del Ayuntamientos de La Laguna, se consiguió para ello el terreno conocido como Cercado del marqués. Hubo una primera propuesta y adjudicación de obras en 1935, que finalmente no prosperó debido al golpe de Estado. La propuesta definitiva, con proyecto del arquitecto Pisaca, se comenzó a construir hacia 1944, siendo inaugurado oficialmente en 1953. Poco tiempo después debieron plantarse los dos dragos que figuran en los laterales, y que con sus ramas señalan la antigüedad aproximada de ese edificio, conocido hoy como Edificio Central.

### Reorganización de la universidad en Canarias. La nueva Universidad de La Laguna (1989-actualidad)
Por la Ley 5/1989 de 4 de mayo de Reorganización Universitaria de Canarias publicada en el BOE número 133 de 5 de junio de 1989 se crean las nuevas Universidad de La Laguna y Universidad de Las Palmas de Gran Canaria a partir de los centros de las antiguas Universidades de La Laguna y Universidad Politécnica de Canarias, dependiente de la Universidad de La Laguna. Con esta ley se reestructuro según la localización geográfica los centros, siendo los que se encontraban en la provincia de Tenerife quedándose en la ULL mientras que aquellos centros dentro de la provincia de Las Palmas forman parte de la ULPGC. La Universidad Politécnica de Canarias desapareció en 1989 por la Ley de Reorganización Universitaria de Canarias, quedando sus centros, profesorado y recursos distribuidos entre las nuevas Universidad de La Laguna y la Universidad de Las Palmas de Gran Canaria según distribución geográfica..

## Colaboraciones
- Grupo Compostela
- Asociación de Universidades Europeas
- Association of International Educators
- Asociación Universitaria Iberoamericana de Postgrado
- Red Mundial Universidades Magallánicas
- Asociación Internacional de Universidades

## Rankings
Desde el año 2015 la Universidad de La Laguna se encuentra dentro de las 1000 mejores universidades del mundo según el Ranking de Shanghái, concretamente ocupa la posición 607 del mundo, lo que traduce, si nos centramos en el ámbito nacional, que se posiciona en el puesto 16 de los 80 centros universitarios que hay en España. Además, el CWTS Leiden Ranking, elaborado por el Centro de Estudios de Ciencia y Tecnología de la Universidad Leiden (Países Bajos), ha situado a la Universidad de La Laguna como la primera universidad española en colaboración científica. Por su parte, en 2016 la Universidad de La Laguna fue reconocida como la segunda mejor universidad española en Humanidades, según un estudio sobre empleabilidad de la Fundación Everis. En el año 2018 el ranking CWUR coloca a la Universidad de La Laguna en el puesto 446 de las universidades de todo el mundo, y en el número 13 entre las españolas. También destacan en los ranking facultades como la de Física que se sitúa en el puesto 134 del mundo, la facultad de Matemáticas  se encuentra en el intervalo comprendido entre la 401 y 500 de las mejores universidades del mundo y la de Medicina entre las 200 mejores del mundo según el ranking de Shanghái.
En el año 2019 el Ranking U.S. News & World Report coloca a la Universidad de La Laguna como la primera universidad española en ciencias del espacio y la 53 a nivel mundial de las 250 universidades analizadas.
El periódico de tirada nacional El Mundo, en el ranking que elabora todos los años, sitúa dos títulos de grado y dos de máster de La Universidad de La Laguna en esta clasificación: Física, Psicología y los máster de Interpretación de Conferencias y de Energías Renovables. En ambos casos, todos los años se suelen encontrar entre las 5 mejores del país. Es destacable también la reputación del Grado en Ingeniería Agrícola y del Medio Rural de la ULL, que es una de las 15 carreras con más salidas profesionales según el estudio elaborado por el diario El Español, el cual, recopila las facultades y universidades de España con más demanda y reconocimiento académico en las que estudiar las titulaciones más demandadas por el mercado de trabajo. Entre ellas, destaca el Grado en Ingeniería Agrícola y del Medio Rural de la Universidad de la Laguna. Esta titulación es la decana de las ingenierías en Canarias, ya que en el año 2017 hizo 90 años desde su implantación.
Destacar también que en el ranking de las mejores universidades españolas en software libre ocupa la tercera posición gracias al trabajo realizado por la Oficina de Software Libre de la universidad y al uso masivo por parte de la comunidad universitaria del sistema operativo Bardinux.

## Titulaciones
La Universidad de La Laguna dispone de un amplio catálogo de titulaciones para el curso 2024/25, dividido en 46 grados, 36 másteres, 21 doctorados y 17 títulos propios.  A esto hay que sumar la oferta académica de los centros adscritos a la Universidad de la Laguna, como son: Escuela de Turismo Iriarte, la Escuela Universitaria de Turismo de Santa Cruz de Tenerife o la Escuela de Enfermería Nuestra Señora de Candelaria.

## Institutos y centros de investigación
La Universidad de La Laguna cuenta con 13 Institutos Universitarios de Investigación. Los Institutos Universitarios de Investigación son centros dedicados a la investigación científica, técnica y artística. Destacan el Instituto de Astrofísica de Canarias y el Instituto Universitario de Enfermedades Tropicales y Salud Pública de Canarias.
En el año 2010 el Campus de Excelencia Internacional de Canarias, que está formado por ambas universidades públicas de la región, recibió el máximo sello de distinción del Gobierno de España por su apuesta geoestratégica-tricontinental, para convertirse en el centro atlántico referente como catalizador de talento y de proyectos docentes, de investigación, de innovación y transferencia para el eje Europa-África-Latinoamérica.
La ULL cuenta con una gran cantidad de cátedras, tanto culturales como institucionales y de empresa, para potenciar la colaboración de la institución con su entorno empresarial y cultural.
Multidisciplinar
- Instituto Universitario de Estudios de las Mujeres

Ciencias
- Instituto Universitario de Astrofísica de Canarias
- Instituto Universitario de Estudios Avanzados en Atómica, Fotónica y Molecular
- Instituto Universitario de Materiales y Nanotecnología
- Instituto Universitario de Matemáticas y Aplicaciones

Ciencias de la Salud
- Instituto Universitario de Biorgánica Antonio González
- Instituto Universitario de Enfermedades Tropicales y Salud Pública de Canarias
- Instituto Universitario de Tecnologas Biomédicas
- Instituto Universitario de Neurociencia: Este instituto contará próximamente con una segunda sede en La Casa Amarilla, que fue sede del primer centro de estudios primatológicos de la historia, al haber acogido entre los años 1913 y 1918 la Estación de Antropoides de Tenerife, promovida por la Academia Prusiana de Ciencias de Berlín y dirigida principalmente por el célebre psicólogo alemán Wolfgang Köhler, uno de los principales teóricos de la psicología de la Gestalt.

Ciencias Jurídicas y Sociales
- Instituto Universitario de Investigación Social y Turismo (ISTUR)
- Instituto Universitario de Desarrollo Regional
- Instituto Universitario de la Empresa

Humanidades
- Instituto Universitario de Lingüística Andrés Bello
- Instituto Universitario de Estudios Medievales y Renacentistas

Centro de Investigación
- Centro de Investigaciones Biomédicas de Canarias (Cibican)

Aparte de los centros propios, la Universidad de La Laguna colabora con otros centros regionales de investigación, como son: Instituto Tecnológico y de Energías Renovables de Tenerife, el Instituto Tecnológico de Canarias, el Instituto Canario de Estadística a través de la UMI (Unidad Mixta de Investigación en Estadística Pública ISTAC - ULL), el Instituto de Estudios Canarios y la Universidad de Las Palmas de Gran Canaria.

## Campus

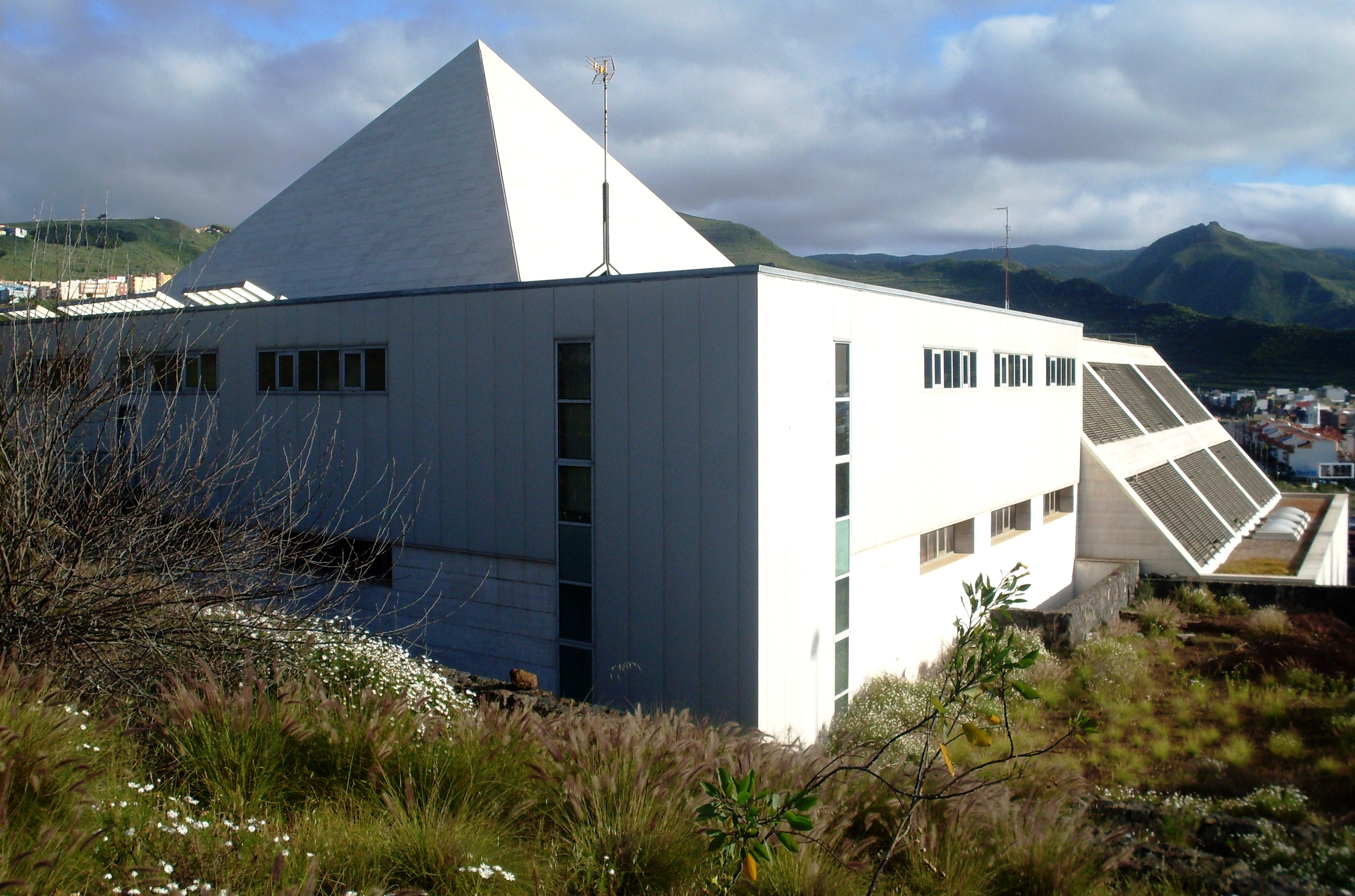
Sección de Ciencias de la Información. Campus de Guajara.

La institución se encuentra actualmente dividida en seis campus universitarios: Central, Anchieta, Guajara, Ofra, Santa Cruz y el Campus del Sur en Adeje, aparte de los edificios del rectorado, los vicerrectorados, el Colegio Mayor San Agustín, el Colegio Mayor Santa María, el Colegio Mayor San Fernando y la Residencia Universitaria Parque Las Islas. Reparte sus dependencias en las ciudades de San Cristóbal de La Laguna y Santa Cruz de Tenerife. Además, su actividad de extensión universitaria incluye programas de estudios como la Universidad ambiental de La Palma, la Universidad de verano de Lanzarote, la Universidad de verano de La Gomera, la Universidad de verano de Adeje, las Aulas del mar de El Hierro, y otros cursos de extensión universitaria, en ciertos municipios de Tenerife y de otras islas.
- Campus Central
- Campus de Anchieta
- Campus de Guajara
- Campus de Ofra
- Campus de Santa Cruz
- Campus del Sur[25][26]

## Servicio de Alojamiento[27]

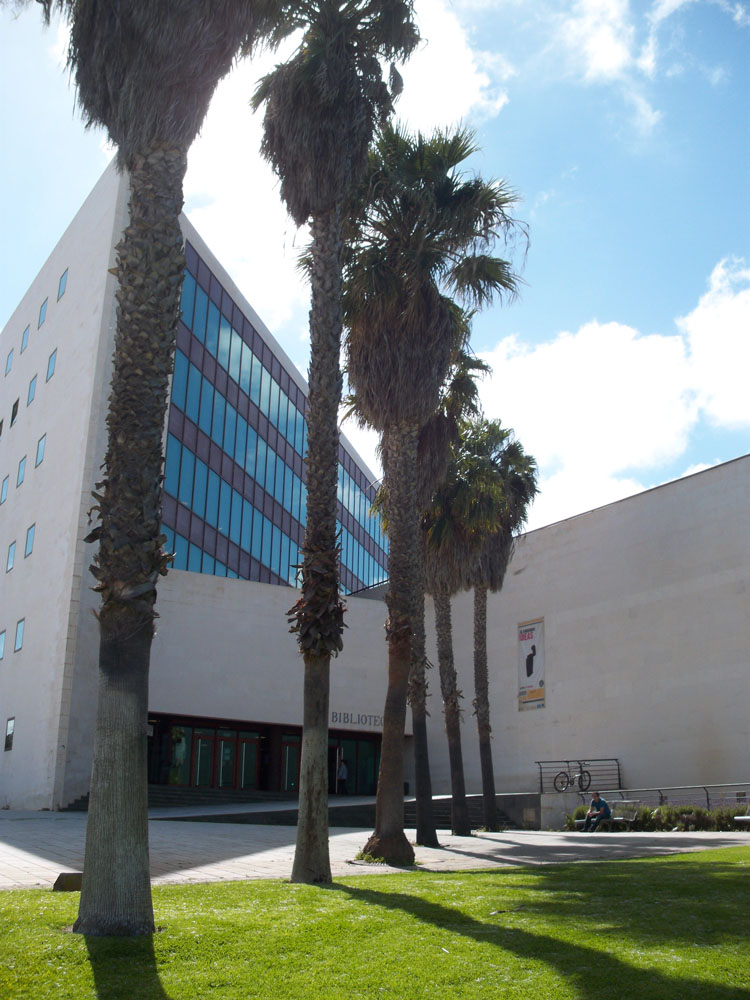
Biblioteca general de Humanidades, situada en el Campus de Guajara.

El Servicio de Alojamiento nace en 1995 bajo la administración de la rectora Marisa Tejedor. Incluye tres colegios mayores (Colegio Mayor San Fernando, Colegio Mayor Santa María y Colegio Mayor San Agustín) y una Residencia Universitaria (Residencia Universitaria Parque de Las Islas). Dicha administración supervisa el funcionamiento y las solicitudes de ingresos, además de subvencionar las plazas dado que se considera dicho servicio de alojamiento como "asistencial" para los alumnos supuestamente más humildes. Las solicitudes de ingresos son baremadas bajo una serie de criterios que incluyen los ingresos económicos (no pueden superar un umbral de 8.000 euros de renta per cápita familiar y de distancia física del domicilio familiar (los límites son estar empadronados más allá de 40 km), así como el expediente académico. (Para renovación de la plaza es necesario haber superado el 40% de los créditos matriculados).

## Espacios Culturales de la Universidad

### Biblioteca
La Biblioteca de la Universidad de La Laguna es un servicio de apoyo al estudio, la docencia y la investigación, y está constituida por una combinación de recursos humanos y materiales organizados para ayudar a sus usuarios en el proceso de transformar la información en conocimiento. Está formada por 24 bibliotecas en sus diferentes facultades. La Biblioteca Universitaria se creó oficialmente en 1817 por un acuerdo del Claustro de la Universidad Literaria de San Fernando, que hoy conocemos como Universidad de La Laguna. La Biblioteca de la Universidad de La Laguna cuenta con más de 700.000 volúmenes, unos 12.000 títulos de revistas, más de 20 títulos de prensa actual, y unos 20.000 materiales especiales como CD, DVD, fotografías, mapas, etc. Además, la colección de recursos electrónicos dispone de más de 80.000 monografías más de 20.000 revistas y unas 80 bases de datos y portales de información científica. Por otra parte, custodia un importante fondo antiguo con más de 15.000 obras, entre las cuales 201 manuscritos4 y 23 incunables,5 junto con un fondo específico de Canarias (obras publicadas en el Archipiélago o que traten sobre las islas) con más de 35.000 monografías y casi 2.000 revistas y periódicos.

### Paraninfo[28]
El Paraninfo de la Universidad de La Laguna es un espacio polivalente, diseñado para acoger tanto actos académicos como conferencias y espectáculos escénicos. Comenzó a construirse a mediados de los años 30 del siglo XX, pero no se finalizaría hasta el año 62. Fue diseñado por los arquitectos José Enrique Marrero Regalado y Domingo Pisaca, siendo este último el responsable del aspecto final del Paraninfo.

### Espacio Cultural La Capilla
El Espacio Cultural La Capilla es la evolución de la antigua capilla con la que contaba el Edificio Central de la Universidad de La Laguna de espacio de culto a un espacio para el disfrute de la cultura, ya que, hoy por hoy la universidad, como institución laica que es, no debe albergar espacios de culto dentro de sus instalaciones. 

### Sala de Arte Pablo González Vera

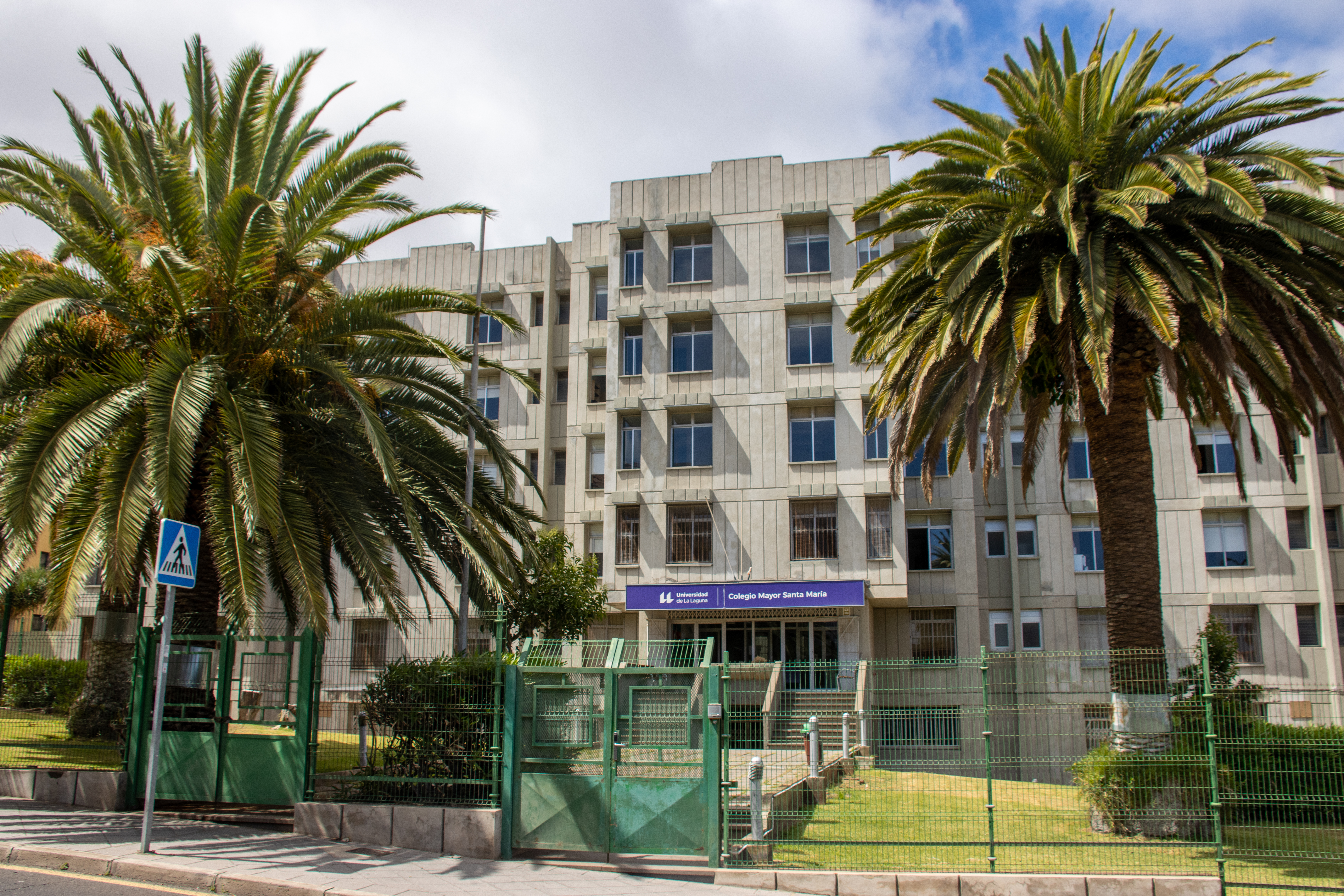
Colegio Mayor Santa María.

Junto con el Espacio Cultural La Capilla, también en el Edificio Central de la Universidad de La Laguna, se encuentra la Sala de Arte Pablo González Vera, en la que se exponen continuamente trabajos de artistas locales y de la comunidad universitaria.

### Museo de la Educación de la Universidad de La Laguna
El Museo de la Educación de la Universidad de La Laguna fue inaugurado en 1998 para poder conservas todos los materiales y documentos que aportan información sobre el pasado de la comunidad y salvaguardar así la memoria histórica de cuantos han intervenido e intervienen en el desarrollo de la educación en las islas. 

### Aula de Cine ULL
El Aula de Cine de la Universidad de La Laguna se puso en marcha en el año 2016. El aula se encuentra en los Multicine Tenerife gracias al acuerdo al que se llegó con la universidad. Las actividades que realiza esta aula esta centrada en cuatro actividades: Charlas de cine, proyección de cine clásico, ciclos temáticos y preestrenos.

## Representación Institucional

### Claustro
El Claustro es el máximo órgano representativo, deliberante de la Universidad de La Laguna, así como órgano decisorio en los casos previstos en los Estatutos, normas complementarias y legislación vigente. Regido por un Reglamento de Régimen Interior. Está formado por 150 representantes electos del profesorado, 75 representantes del alumnado y 25 representantes del PAS, siendo los grupos mayoritarios Alternativa del Profesorado Universitario, Asamblea del Movimiento Estudiantil Canario y GRUPO, de cada sector respectivamente, desde las elecciones al Claustro de 2016.
Dentro del Claustro hay formadas varias comisiones en las que todos los grupos claustrales tienen representación: la Comisión del Profesorado e Investigación, la  Comisión de Alumnado, Extensión Universitaria y Asistenciales, la Comisión de Asuntos Institucionales y la Comisión de Presupuestos y Gestión Económica; así como también de una Mesa del Claustro

### Consejo de Gobierno
El Consejo de Gobierno estará constituido por el rector, que lo presidirá, el secretario general y el gerente, y cincuenta miembros de la propia comunidad universitaria, distribuidos de la siguiente forma: quince miembros designados por el rector, quince miembros elegidos entre los diferentes representantes de los centros universitarios, veinte miembros elegidos por el Claustro universitario. Además, serán miembros del Consejo de Gobierno, tres miembros del Consejo Social, no pertenecientes a la propia comunidad universitaria.
EL órgano se rige por su propio reglamento.

### Consejo Social
El Consejo Social es el órgano de participación de la sociedad en la Universidad, con el fin de asegurar una adecuada interconexión entre las actividades académicas e investigadoras y las necesidades intelectuales, culturales, sociales, científicas, económicas y laborales de Canarias.
Son competencias del Consejo Social la planificación, programación y promoción de la eficiencia de los servicios prestados por la Universidad, la supervisión de su actividad económica y de su gestión y de interacción con los agentes sociales y económicos.
El Consejo Social está constituido por veintiséis miembros, seis en representación de la comunidad universitaria y veinte en representación de los intereses sociales.

## Tradiciones Universitarias
Una de las tradiciones estudiantiles más populares es la Fuga de San Diego cada 13 de noviembre. Aunque surgida originalmente en el IES Canarias Cabrera Pinto de la ciudad, tiene un gran seguimiento entre los alumnos de la Universidad de La Laguna, lo mismo que en el resto de centros educativos de la zona metropolitana. Esta tradición tuvo su origen en 1919, cuando llegó a dicho instituto el catedrático Diego Jiménez de Cisneros, el cual un año impidió que los alumnos acudieran a la romería de San Diego. Pero estos no asistieron a clase, lo que se repitió anualmente.
Originalmente los alumnos iban a honrar a San Diego de Alcalá en su ermita situada en extramuros de la ciudad de La Laguna. Los estudiantes debían contar los botones de la estatua del fundador del convento (actual ermita), Juan de Ayala. Se decía que si acertaban ese número, aprobarían sus exámenes. Actualmente los alumnos no acuden a la ermita, pero sigue manteniéndose por la mayor parte del alumnado la tradición de no acudir ese día a clase.

## Patronazgo
El patrón de la Universidad de La Laguna es San Fernando Rey, puesto que esta institución fue fundada en 1792 bajo el nombre de Universidad Literaria de San Fernando. La festividad de San Fernando y de la Universidad de La Laguna es el 30 de mayo, precisamente el día de la comunidad autónoma de Canarias. San Fernando es también compatrono de la Diócesis de San Cristóbal de La Laguna desde su creación en 1819. Aparte del patronazgo general de San Fernando, cada una de las facultades de la universidad tienen diferentes Santos patronos, como es tradición en el sistema universitario español.

## Intech Tenerife
INtech Tenerife fue creado en el año 2006 por el Cabildo Insular de Tenerife y su misión principal es potenciar la diversificación de la economía de Tenerife a través del desarrollo de una cultura de la innovación como base para mejorar la competitividad concentrando en sus instalaciones empresas innovadoras y tecnológicas globales punteras con el fin de hacer crecer la base de empresas locales innovadoras o de base tecnológica. El Cabildo de Tenerife pretende colaborar con la Universidad de La Laguna través Innovaparq ULL, Cibican, Intech La Laguna e IACTec.

### Innovaparq ULL
Espacio ubicado en el Campus Central de la Universidad de La Laguna, en la Torre Profesor Agustín, en la que se han adecuado las tres últimas plantas del edificio para la instalación de empresas de base tecnológica o intensivas en conocimiento, creadas como spin-offs de la universidad a partir de los resultados de las investigaciones de los alumnos y que tengan potencial comercial. Esta incubadora de empresas está compuesta por un total de 29 oficinas modulares completamente equipadas, una sala de reuniones, un aula de formación, dos laboratorios y demás zonas comunes.

### Centro de Investigaciones Biomédicas de Canarias – CIBICAN
Se encuentra dentro de los terrenos del Hospital Universitario de Canarias y está formado por entidades relacionadas con la salud y la biotecnología, como el Centro de Investigaciones Biomédicas de Canarias – CIBICAN, el Instituto Tecnologías Bioquímicas (ITB) y la Fundación Instituto Canario de Investigación del Cáncer (FICIC). Es una ubicación importante ya que favorece la transferencia de conocimientos y potencia la realización de proyectos de I+D. 
El Cibican se encuentra integrado en la Universidad de La Laguna y recibe continuamente financiación a través de convocatorias competitivas nacionales y Europeas. Se busca desarrollar su potencial a través de la colaboración con centros Europeos de excelencia y la contratación de investigadores que cuenten con un perfil investigador de primer nivel. Gracias a la potente dotación tecnológica del centro, se encuentra en una posición inmejorable para conseguir sus objetivos y desarrollarse como un centro de excelencia en investigación biomédica durante los próximos años.

### Intech La Laguna
Promovido por el Cabildo de Tenerife, está formado por los edificios IACTec y Nanotec, y busca convertir a Tenerife en un referente en innovación,  tecnología y emprendimiento. El IACTec y el Nanotec son centros tecnológicos donde se irán instalando grupos de investigación y empresas que ejecuten proyectos de desarrollo tecnológico e innovación vinculados especialmente a la nanociencia, la sostenibilidad, la biodiversidad y la astrofísica. A la vez, deben favorecer la transferencia de conocimiento entre el mundo académico y el tejido empresarial de las islas.

#### IACTEC
Más de 3.500 metros cuadrados organizados en tres plantas y dotado de dos salas limpias, laboratorios multipropósito, despachos, salas de reuniones, áreas de almacenaje y demás áreas comunes. En un espacio de cooperación tecnológica y empresarial del Instituto de Astrofísica de Canarias (IAC). Su objetivo principal es desarrollar en Canarias un ecosistema innovador que transfiera alta tecnología a las empresas, para que puedan aprovecharse el capital científico y tecnológico del IAC, ya que es líder, tanto en España como en Europa  en el desarrollo de instrumentación avanzada para astrofísica.
Se busca fabricar micro y minisatélites, tecnología médica que desarrolle sistemas electro-ópticos que implementan tecnología usada en Astrofísica, el Telescopio Solar Europeo (EST), la red de telescopios CTA-Norte y New Robotic Telescope (NRT, Liverpool 2).

#### NANOtec
Un espacio de 6.000 metros cuadrados organizados en cuatro plantas y dotado de una sala limpia con posibilidad de ampliar a dos, laboratorios multipropósito, despachos, salas de reuniones, áreas de almacenaje y demás áreas comunes. El Centro Tecnológico de Nanomateriales y Sostenibilidad (NANOtec) acoge la labor investigadora del Instituto Volcanológico de Canarias (Involcan). Cuenta con una sala de monitorización de la actividad volcánica y un laboratorio de isótopos estables. Se quiere poner en marcha un Centro de Excelencia en Mineralogía Aplicada a petición de la compañía Carl Zeiss AG y recientemente se ha iniciado la colaboración con Arquimea, creando el centro Arquimea Research Center, que abrirá numerosas líneas de investigación, entre las que destacan la electrónica y microelectrónica; fotónica; robótica y mecanismos; o economía circular y sostenibilidad. La sala de monitorización será la encargada de controlar la actividad volcánica de las islas, recibiendo en tiempo real todos los datos que se generen en la Red Sísmica Canaria, la Red Geoquímica Canaria, la Red Geodésica Canaria, la Red Termométrica Canaria y la Red Gravimétrica Canaria fortaleciendo así el sistema de alerta temprana ante fenómenos volcanológicos adversos.

## Fundación General de la Universidad de La Laguna
La Fundación General de la Universidad de La Laguna se crea el 22 de septiembre de 1987 a iniciativa de la propia Universidad de La Laguna y su Consejo Social, la Cámara de Comercio de Tenerife, la Confederación Tinerfeña de Empresarios (CEOE-Tenerife), el Círculo de Empresarios y CajaCanarias. Nació con el objetivo de que la Universidad cumpliera con su compromiso de potenciar el desarrollo social y económico de Canarias.